# Alfredo Ripstein
Alfredo Ripstein (Parral, Chihuahua; 10 de diciembre de 1916-Ciudad de México, 20 de enero de 2007) fue un productor de cine mexicano, padre del director Arturo Ripstein. Nació en el seno de una familia judía y falleció a causa de un paro respiratorio.

## Trayectoria
Descendiente de una familia judía de Polonia, en los años 1930 trabajó para la Financiera Industrial Cinematográfica de Simon Wishnack (Filmex) en 1939, y en 1950 crea su propia productora, Alameda Films, S.A.
Colaboró con directores como Joaquín Pardavé, René Cardona, Alejandro Galindo, Alberto Isaac, Jorge Fons, Carlos Carrera, Chano Urueta, Fernando Méndez y su propio hijo Arturo Ripstein en más de cien películas. Asimismo, trabajó con los principales actores de la llamada Época de Oro del cine en México: Pedro Infante, Marga López y Arturo de Córdova.

## Premios
Recibió el Ariel en 1994 y en 1995 por Principio y fin (1993), El callejón de los milagros (1995), y el Mayahuel de Plata por sus 60 años de trayectoria, en 2005, durante el Festival Internacional de Cine de Guadalajara.

## Filmografía como productor
- El zorro de Jalisco (1940), de José Benavides[4]
- Allá en el Bajío (1942), de Fernando Méndez[4]
- El baisano Jalil (1942), de Joaquín Pardavé[4]
- Adiós juventud (1943), de Joaquín Pardavé[4]
- Canaima (Dios del mal) (1944), de Juan Bustillo Oro[4]
- La reina de la opereta (1945), de José Benavides, Jr.[4]
- Misterios de ultratumba (1958)[1]
- Puños de roca (1960)[2]
- Una bala es mi testigo (1960)[2]
- El aviador fenómeno (1960)[2]
- El mundo de los vampiros (1960)[2][1]
- La maldición de la llorona (1961)[1]
- Cristo negro (1962)[1]
- Currucucú paloma (1964)[2]
- Cinco asesinos esperan (1964)[2]
- La muerte es puntual (1965)[2]
- Juego peligroso (1966)
- Corona de lágrimas (1967)[1]
- Los recuerdos del porvenir (1968)[2]
- El crepúsculo de un dios (1968)[2]
- Fútbol México 70 (1970)[2]
- Rosario (1970)[2]
- Pepito y la lámpara maravillosa (1971)[2]
- Triángulo (1971)[2]
- Cinco mil dólares de recompensa (1972)[2]
- Chabelo y Pepito contra los monstruos (1973)[2]
- Chabelo y Pepito detectives (1973)[2]
- Picardía mexicana (1978)[2]
- Principio y fin (1993)[1]
- El callejón de los milagros (1995)[1]
- El crimen del padre Amaro (2001)[1][7]